# 築島裕
築島 裕（つきしま ひろし、1925年10月12日 - 2011年4月11日）は、日本の国語学者。学位は、文学博士（東京大学・論文博士・1961年）（学位論文「平安時代漢文訓読語につきての研究」）。東京大学名誉教授。日本学士院会員。1996年勲二等瑞宝章受章。鉄道切符の収集家。

## 経歴
- 1925年 - 10月12日 東京府荏原郡世田ヶ谷町（現・東京都世田谷区）生まれ。
- 1943年 - 3月 東京府立一中卒業
- 1945年 - 3月 第一高等学校卒業
- 1948年 - 3月 東京大学文学部国語国文学科卒業
- 1952年 - 3月 東京大学大学院人文科学研究科退学
- 1952年 - 4月 中央大学文学部助教授
- 1955年 - 3月 東京大学教養学部専任講師
- 1958年 - 11月 東京大学教養学部助教授
- 1961年 - 3月 「平安時代漢文訓読語につきての研究」で東京大学より文学博士の学位を取得
- 1964年 - 4月 東京大学文学部助教授。5月「平安時代漢文訓読語につきての研究」で日本学士院賞受賞
- 1976年 - 4月 東京大学文学部教授
- 1986年 - 3月 東京大学を定年退官、名誉教授（同年5月）
- 1986年 - 4月 中央大学文学部教授
- 1995年 - 12月 日本学士院会員
- 1996年 - 3月 中央大学を退職
- 1996年 - 11月 勲二等瑞宝章受章[1][2]
- 2011年 - 4月11日 盲腸癌のため死去。85歳没[3]

## 業績
訓点資料研究が専門で、国語学の分野で功績を残した。
収集した鉄道切符は、遺族が鉄道関連資料を収集している芝浦工業大学の「しばうら鉄道工学ギャラリー」へ寄贈している。

## 著書
生涯にわたって精力的な執筆活動を持続し、著述はきわめて多数にのぼる。

### 単著
- 『国語学要説』（創元社、1959年）
- 『平安時代の漢文訓読語につきての研究』（東京大学出版会、1963年、新版1980年）
- 『国語学』（東京大学出版会、1964年）、オンデマンド版2011年
- 『興福寺本大慈恩寺三蔵法師伝古点の国語学的研究：訳文篇』（東京大学出版会、1965年）ISBN 9784130860024
- 『興福寺本大慈恩寺三蔵法師伝古点の国語学的研究：索引篇』（東京大学出版会、1966年）ISBN 9784130860031
- 『興福寺本大慈恩寺三蔵法師伝古点の国語学的研究：研究篇』（東京大学出版会、1967年）ISBN 9784130860048
- 『切符の話』（真珠書院、1968年）。約十万に及ぶ所蔵品から二百数十の切符の図版を掲載
- 『平安時代語新論』（東京大学出版会、1969年。ISBN 4130800027／新版、1978年）
- 『古代日本語発掘：古点本の謎をさぐる』（学生社、1970年／吉川弘文館〈読みなおす日本史〉、2021年。ISBN 9784642071499）
- 『国語の歴史』（東京大学出版会〈UP選書〉、1977年）ISBN 4130060775
- 『大般若経音義の研究：本文篇』（勉誠社、1977年）
- 『鉄道きっぷ博物館』（日本交通公社出版事業局、1980年）
- 『日本語の世界5：仮名』（中央公論社、1981年）ISBN 4124017251
- 『歴史的仮名遣い：その成立と特徴』（中央公論社〈中公新書〉、1986年。ISBN 4121008103／吉川弘文館〈読みなおす日本史〉、2014年。ISBN 9784642065733）
- 『平安時代訓点本論考：ヲコト点図仮名字体表』（汲古書院、1986年）
- 『国語学叢書3：平安時代の国語』（東京堂出版、1987年）ISBN 4490201133
- 『日本漢字音史論輯』（汲古書院、1995年）ISBN 4762933759
- 『平安時代訓点本論考：研究篇』（汲古書院、1996年）ISBN 4762933791

### 著作集
- 『築島裕著作集』（汲古書院、2014年 - 2018年、2022年）
  - 第一卷「訓點本論考拾遺」ISBN 9784762936210
  - 第二卷「古訓點と訓法」ISBN 9784762936227
  - 第三卷「古辭書と音義」ISBN 9784762936234
  - 第四卷「國語史と文獻資料」ISBN 9784762936241
  - 第五卷「音韻と表記史」ISBN 9784762936258

### 編著・共著ほか
- 古田東朔との共著『国語学史』（東京大学出版会、1972年）ISBN 4130820028
- 監修『小学生のための国語に強くなる辞典』（川嶋優編、旺文社、1978年）
- 新潮現代国語辞典 （山田俊雄、白藤礼幸、奥田勲 共編 新潮社 1985年11月）
  - 第2版 2000年2月。ISBN 9784107302144
- 編集委員会代表『古語大鑑』（全4巻予定、東京大学出版会、2011年-）、他多数

### 記念論集
- 『国語学論集 築島裕博士還暦記念』（明治書院、1986年）
- 『国語学論集 築島裕博士古稀記念』（汲古書院、1995年）ISBN 4762933767
- 『国語学論集 築島裕博士傘寿記念』（汲古書院、2005年）ISBN 4762935263

### 関連文献
- 小林芳規「追悼 築島裕博士(築島裕博士追悼)」『日本語の研究』第8巻第1号、日本語学会、2012年、82-85頁、doi:10.20666/nihongonokenkyu.8.1_82。
- 石塚晴通「追悼 築島裕先生(築島裕博士追悼)」『日本語の研究』第8巻第1号、日本語学会、2012年、86-88頁、doi:10.20666/nihongonokenkyu.8.1_86。
- 月本雅幸「築島裕博士年譜ならびに著作略目録(築島裕博士追悼)」『日本語の研究』第8巻第1号、日本語学会、2012年、89-96頁、doi:10.20666/nihongonokenkyu.8.1_89。